# Triphleba citreiformis
Triphleba citreiformis är en tvåvingeart som beskrevs av Becker 1901. Triphleba citreiformis ingår i släktet Triphleba och familjen puckelflugor. Arten är reproducerande i Sverige. Inga underarter finns listade i Catalogue of Life.